# Али ботуш
Али ботуш (буг. Али ботуш) је резерват природе који се налази на малом планинском венцу планине Славјанке, на граници између Бугарске и Грчке. Резерват заузима северни део планије која се налази на подручју Бугарске, а припада општинама Сандански и Хаџидимово у Благоевградској области.
Овај парк природе основан је 24. новембра 1951. године, да заштити највеће шуме ендемске врсте мунике на Балканском полуострву. Територија Али ботуша се више пута проширивала, а данас заузима површину од 16,38 km². Налази се под програмом Човек и биосфера у оквиру Унеска од 1977. године.
Резерват је основан да заштити највећу концентрацију мунике на Балкану и богату флору овог подручја, на којој је настањеном преко 1500 врста биљака у оквиру своје ограничене територије.

## Географија
Резерват се налази на северним падинама планинског подручја Славјанка на надморској висини између 1140 и 2212 м. Одвојен је од планине Пирин планинским превојем Парил. Планински венац на којем се налази Али ботуш формиран је од метаморфних стена, палеозоитстог кречњака и метаморфне стене мермер.
Територија природно резервата Али Ботуш има разнолике геоморфолошке форме и бројне гребене као што су Брезата, Свети Константин, Митницата, Теплешки врх и Чаплен баир.
У резервату преовлађује средоземна клима, а због своје велике надморске висине јавља се и планинска клима. Међутим, утицај Медитерана је веома јак и одређује режим падавина, које имају свој максимум у јесен и зиму, а минимум током лета. Просечне температуре током зиме су много веће од просечних температура на истим надморским висинама у остатку земље. Утицај ветра је веома велики у зимском периоду.
Просечна годишња температура за ниже делове резервата је 14 °C, а највиша - око 6 °C. Просечно трајање периода са температурама изнад 10 °C за ниске пределе резервата је 200-220 дана, а за високе 130 дана.
Годишње падавине се крећу између 700 и 900 mm и прелазе 900 mm у највишим зонама. Због крашког рељефа планине, водни ресурси резервата су оскудни. Потоци се одржавају углавном подземним водама, Киша обезбеђује 25-30% укупне запремине протока, док снег чини још 20-25%.
У доњем делу резервата налазе се шуме цимета, а на вишим надморским висинама равна подручја. На нижим надморским висинама преовлађује тип хумуса—карбоната, а на вишим су планинско-ливадска земљишта. Тла хумус—карбонта су плитка до умерено дубока, обично сува и топла.

## Флора
Али ботуш је дом разнолике флоре која је остала нетакнута и чиста због релативне изолације резерве у граничној зони између Бугарске и Грчке. На овој територији пописано је преко 1500 васкуларних биљака што га чини централним флористичким центром на Балканском полуострву. Постоји преко 20 бугарских ендемичних, од којих се пет може наћи само у овом резервату и 42 до 46 балканских ендемичних таксона. Биљне врсте у резервату су из медитеранских зимзелених шума биома и из умерених шума биома.
У најнижим пределима резервата преовлађују листопадне шуме, односно европска буква и црни граб, а ретко и питоми кестен. Четинарске шуме]у резервату обухватају врсте као што су бели бор, црни бор, европска јела, молика, и муника. Најраспрострањеније врста дрвета у нижим деловима резервата између 1000 и 1400 m је црни бор, док су шума на вишим надморским висинама од 1800–1900 m, формиране од мунике, чији највећи примерци на Балкану се налазе у Али ботушу. Овај резерват природе заједно са Националним парком Пирин једина су станишта мунике у Бугарској, а њихова просечна старост у резервату је између 60 и 120 година, неки премашују 200 година, а неколико њих стари су чак 400 година. Висина појединачних стабала У резервату може да пређе 30 m.
Буква и јелке расту у сеновитим стаништима са богатим земљиштем, док муника заузима зоне земљишта са мање храњивим материјама.
Вегетација жбуњева такође варира и састоји се од европске тисе, Daphne kosaninii, daphne mezereum, daphne oleoides и других.
Зелена вегетација је веома разноврсна због повољних услова климе и тла, као и присуства кречњака. У Бугарском делу планине Славјанке је једино станиште ендемске врсте Convolvulus suendermanii. Важне заштићене врсте укључују венерину влас, Polygala nicaeensis, Rhamnus fallax, као и балканске ендемске врсте Fritillaria drenovskii која се налази само на планини Славјанској, у Пирину и у северном делу Грчке, Pulsatilla rhodopaea, Saxifraga siribrnyi, Viola delphinantha, ограничене на овај предео Бугарске, као и на Грчку. Такође врсте Pulsatilla rhodopaea, Saxifraga siribrnyi, Viola delphinantha и Paril centaurea карактеристичне су за ово подручје.
Године 2012. једна од најређих гљива у свету, Зеус, за коју се до тада мислио да расте само на планини Олимп у Грчкој, пронађена је у Али ботушу. Гљива расте само уз мунику.

## Фауна
Фауна резервата варира, а највеће сисаре укључују мрки медвед, вук, срна, дивља свиња, европски зец, риђа лисица, јазавац и обични шакал.
Гмизавци су разноврсни у резервату и укључују две врсте корњача, као што су грчка и шумска корњача, као и велики број врста змија и гуштера, као што су ретка црнокрпица и Podarcis erhardi. Овај резерват је уједно и једино станиште гуштера Triturus macedonicus у Бугарској.
Од врста бескичмењака између 55 и 60% припада медитеранском биому. У резервату је пописано више од 1200 врста инсеката.
Дневни лептири су од посебног значаја у овом резервату. Године 1992, биолог Здравко Колев идентификовао је пет нових врста у Бугарској, на простору Али ботуша — Euchloe penia, Polyommatus andronicus, Polyommatus aroaniensis, Agrodiaetus nephohiptamenos и Pseudochazara orestes.

## Галерија
- Поглед са планинског врха Шабран
- Пут кроз резеват природе
- Поглед на Гочев врх
- Табла и информације о резервату
- Планина Славјанка

- Врхови који се налазе у оквиру резервата
- Резерват природе током зиме
- Владарски врх